# Ljubow Eduardowna Altschikowa
Ljubow Eduardowna Altschikowa (russisch Любовь Эдуардовна Альчикова, wiss. Transliteration Ljubov' Ėduardovna Al'čikova; * 27. August 1996 in Tschaikowski) ist ehemalige eine russische Skispringerin.

## Werdegang
Altschikowa gab ihr internationales Debüt bei einem Continental Cupspringen im norwegischen Notodden. Mit dem 27. Platz erreichte sie ihre ersten Punkte und damit die formelle Startberechtigung für den Weltcup. Am 3. und 4. Januar 2014 belegte sie beim Springen von der Sneschinka-Schanze in Tschaikowski jeweils Rang 48.
Beim Grand Prix wurde sie zwar letzte, aber da insgesamt nur 29 Starterinnen angetreten waren, erreichte Altschikowa ihre ersten Punkte. Ihr letztes internationales Springen bestritt Altschikowa mit dem Grand Prix in ihrer Heimat Tschaikowski im Sommer 2015.

## Erfolge

### Grand-Prix-Platzierungen
| Saison | Platz | Punkte |
| ------ | ----- | ------ |
| 2014   | 29.   | 6      |

### Continental-Cup-Platzierungen
| Saison  | Platz | Punkte |
| ------- | ----- | ------ |
| 2013/14 | 43.   | 4      |